# .il

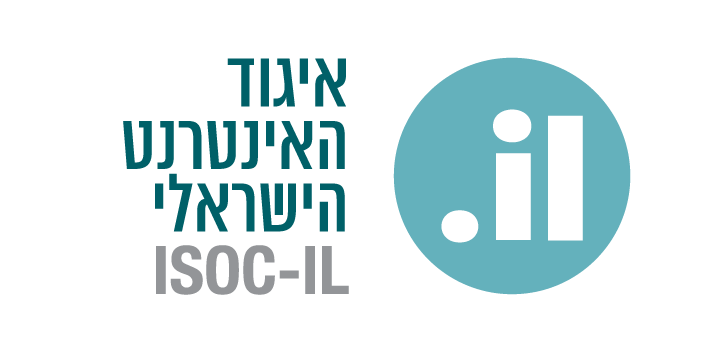

.il는 이스라엘의 인터넷 국가 코드 최상위 도메인이다. Israel Internet Association에서 관리한다.
.il 최상위 도메인은 가장 먼저 등록된 ccTLD 중 하나이다. 1985년 10월 24일 이스라엘이 이를 등록했을 때 이는 그해 초에 등록된 .us 및 .uk에 이어 세 번째 ccTLD 등록이었다.
2023년 8월 19일 기준 이스라엘에는 .il ccTLD에 등록된 도메인 이름이 285,060개 있다.

## 같이 보기
- 국가 코드 최상위 도메인